# Saladin Ahmed
Saladin Ahmed (geboren am 4. Oktober 1975 in Detroit, Michigan) ist ein US-amerikanischer Fantasy- und Comicautor, bekannt durch den orientalischen Fantasy-Roman Das Schwert der Dämmerung.

## Leben
Ahmeds Familie stammt väterlicherseits aus dem Libanon und Ägypten, mütterlicherseits aus Polen und Irland. Seine Eltern waren beide politische Aktivisten, sein Vater Ismael Ahmed war der Gründer des Arab Community Center for Economic and Social Services (ACCESS) und von 2007 bis 2011 Leiter des Michigan Department of Human Services. Ahmed wuchs in Dearborn am Rand von Detroit auf, wo es eine große arabische Diaspora gibt. Nach der High School studierte er am Henry Ford Community College in Dearborn und danach an der University of Michigan in Ann Arbor. Er begann, Gedichte zu schreiben und reiste als Teilnehmer von Poetry-Slams im Land umher. Er erwarb in der Folge einen Bachelor der University of Michigan, einen Master of Fine Arts in Kreativem Schreiben am New Yorker Brooklyn College und schließlich einen Master in englischer Literatur des 18. Jahrhunderts an der Rutgers University, wo er in der Folge auch als Dozent arbeitete.
2009 wechselte Ahmed, der bis dahin neben Auftritten als Poetry-Slammer Lyrik in mehreren Literaturzeitschriften veröffentlicht hatte, ins Genre der Fantasy. Er begann Kurzgeschichten in Anthologien und Magazinen zu veröffentlichen und bereits seine zweite Erzählung Hooves and the Hovel of Abdel Jameela wurde 2010 für den Nebula Award nominiert. Engraved on the Eye, eine Sammlung von Ahmeds Erzählungen, erschien 2012. Ebenfalls 2012 erschien sein erster Roman Throne of the Crescent Moon (deutsch als Das Schwert der Dämmerung). Der Roman wurde als bestes Romandebüt mit dem Locus Award ausgezeichnet und für den Hugo Award und den Nebula Award als bester Roman und für den David Gemmell Award als Best Fantasy Newcomer nominiert.
Throne of the Crescent Moon ist der erste Teil von Crescent Moon Kingdoms, einer in einem fantastischen, an Tausendundeine Nacht angelehnten, von Ghulen und Dschinnen bevölkertem Orient angesiedelten Romantrilogie. Hauptfigur ist Adoulla Machslûd, ein alternder Jäger von Ghulen in der Stadt Dhamsawaat, der zusammen mit einer Gruppe magisch talentierter Freunde eine Mordserie aufzuklären bemüht ist. Es stellt sich heraus, dass die Morde mit den in der Stadt brodelnden Unruhen und dem Machtkampf zwischen dem Kalifen und dem „Falkenprinzen“, einem mysteriösen Meisterdieb, zusammenhängen. 2017 erschien der zweite Band The Thousand and One.
2017 begann Ahmed, dessen erste Leseerfahrungen Comics waren, für Marvel Comicskripte zu schreiben, zunächst für eine monatlich erscheinende Soloserie der Figur Black Bolt und seit April 2018 für die Serie Exiles.
2007 heiratete Ahmed die Psychologin und Songschreiberin Hayley Thompson und wurde 2010 Vater von Zwillingen. Er lebt mit seiner Familie in Detroit.

## Bibliografie
Crescent Moon Kingdoms (Romantrilogie)
- Throne of the Crescent Moon (2012)
  - Deutsch: Das Schwert der Dämmerung. Übersetzt von Simon Weinert. Heyne, 2016, ISBN 978-3-453-31589-1.
- The Thousand and One (2017)

Romane
- Low Chicago (Wild Cards-Roman #25; 2018; mit Paul Cornell, Marko Kloos, John J. Miller, Mary Anne Mohanraj, Kevin Andrew Murphy, Christopher Rowe und Melinda M. Snodgrass)

Sammlung
- Engraved on the Eye: Short Fantasy & Science Fiction (2012)

- Where Virtue Lives (2009, in: Beneath Ceaseless Skies, #15)
- Hooves and the Hovel of Abdel Jameela (2009, in: Mike Allen (Hrsg.): Clockwork Phoenix 2: More Tales of Beauty and Strangeness)
- Judgment of Swords and Souls (in: Orson Scott Card’s Intergalactic Medicine Show, #14, September 2009)
- Doctor Diablo Goes Through the Motions (in: Strange Horizons, 15 February 2010)
- General Akmed’s Revenge? (in: Expanded Horizons, Issue 16, March 2010)
- Mister Hadj’s Sunset Ride (2010, in: Beneath Ceaseless Skies, #43)
- The Faithful Soldier, Prompted (2010, in: StarShipSofa, No 163)
- The Djinn Prince in America: A Microepic in 9 Tracks (in: Apex Magazine, August 2011)
- Iron Eyes and the Watered-Down World (2012, in: PodCastle, #220)
- Amethyst, Shadow, and Light (2013, in: Jonathan Strahan (Hrsg.): Fearsome Journeys)
- Without Faith, Without Law, Without Joy (2013, in: Melissa Marr und Tim Pratt (Hrsg.): Rags & Bones: New Twists on Timeless Tales)
- Clay and Smokeless Fire (2017, in: PodCastle, PC 476)
- Rules of the Game (2017; Star-Wars-Erzählung)
  - Deutsch: Die Regeln des Spiels. In: Saladin Ahmed, Rae Carson, Mira Grant und John Jackson Miller (Hrsg.): Canto Bight. Übersetzt von Andreas Kasprzak. Blanvalet Fantasy #6173, 2018, ISBN 978-3-7341-6173-5.

Comics
- Black Bolt (Marvel, 2017–2018, Zeichner: Christian James Ward)
- Amazing Spider-Man Annual #1 (2018)
- Exiles (Marvel, seit 2018)

Deutsch:
- mit Luke Ross: Conan: Kampf um die Schlangenkrone. Panini, Stuttgart 2021, ISBN 978-3-7416-1924-3.

Miles Morales (Spider-Man, mit Javier Garrón, deutsch):
- Miles Morales: Spider-Man #1 – Tagebuch eines jungen Helden. Übersetzt von Michael Strittmatter. Panini, Stuttgart 2019, ISBN 978-3-7367-4958-0.
- mit Ron Ackins, Tom Taylor, Alitha E. Martinez, Cory Smith und Annie Wu: Miles Morales: Spider-Man – Neustart #2 : Ultimative Gefahren. Übersetzt von Michael Strittmatter. Panini, Stuttgart 2020, ISBN 978-3-7416-1636-5.
- Miles Morales: Spider-Man – Neustart #3. Panini, Stuttgart 2020, ISBN 978-3-7416-1883-3.